# 전승희
전승희(본명: 전영환, 1965년 7월 22일 ~ )는 대한민국의 가수이다.
(전)대한가수협회 이사 
(전)한국방송 가수 노동조합 부지부장

## 음반
- 1990년 그렇게 자신있나요 (홍신복 작곡, 이건우 작사)
- 1994년 참회 (전승희 작곡,전승희 작사)
- 1998년 요사이 (전승희 작곡,전승희 작사)
- 2003년 한방의 부르스 (조만호 작곡,박정란 작사)
- 2005년 한방의 부르스 (리믹스앨범)발표
- 2009년 뜨거운 사랑 (정원수 작곡,전승희 작사)
- 2010년 뜨거운 사랑 (리믹스앨범)발표
- 2014년 그 사랑은 예고편 (조만호 작곡,조만호 작사)
- 2015년 그 사랑은 예고편 (리믹스앨범) 발표
- 2018년 고향길 (전승희 작사.이은청 작곡)

## 뮤직비디오
- 2004년 한방의 부르스(뮤직비디오) 발표
- 2010년 뜨거운 사랑(뮤직비디오) 발표
- 2015년 그 사랑은 예고편(뮤직비디오} 발표
- 2017년
- 뜨거운 사랑 2탄(뮤직비디오) 발표
- 그 사랑은 예고편 2탄(뮤직비디오) 발표
- 한방의 부르스 2탄(뮤직비디오) 발표

## 콘서트
- 2013년 "한방의부르스"전승희콘서트(아이넷방송)신도림테크노마트

- 2001년~2005년 I LOVE TROT 전국순회콘서트(50여회)

```
                   멤버
                   유현상,소명,전승희,조승구
                   임주리,서지오,김용임,이혜리,서주경,강민주
```

## 수상
- 2003년 MBC-R강석,김혜영의싱글벙글쇼(년말특집)"이것이라이브다" 미련(베스트곡선정)
- 2004년 연예정보신문사 주최 2004가요대상 남자가수상
- 2005년 SBS-R 신철의아자아자"여름특집"리믹스성인가요12" 1위 한방의부르스 선정
- 2005년 대한불자가수회 모범가수상
- 2010년 제16회 대한민국 연예예술상
- 2012년 대한민국 스타대상 남자가수상
- 2013년 한국을 빛낸 사람들 가요발전봉사 공로대상
- 2013년 제14회 대한민국문화예술대상 성인가요10대가수상
- 2014년 제8회 한국가요 작가의 날 공로가수상
- 2015년 제1회 대한민국 문화예술스타대상 10대 가수상
- 2015년 제1회 대한민국 예능인 올스타30인상
- 2015년 제9회 한국가요 작가의날 올해의가수상
- 2016년 대한민국 무궁화대상 성인가요 대상
- 2016년 제2회 대한민국예술문화스타대상 성인가요10대가수상
- 2017년 제2회 대한민국 예능인 올스타30인상
- 2017년 제3회 대한민국예술문화스타대상 성인가요 최고가수상
- 2017년 제2회 한국방송가수대상

## 라디오 진행(전)
- 2004년~2005년 2004년~2005년 iTV iFM전승희,선우경의 신나는라디오(PM6:00~8:00)진행
- 2006년~2008년 DMB채널31 트로트24"전승희의난리부르스" 진행

## (전.현재)고정출연 프로그램
- SBS-R 김흥국,박미선의 대한민국특급쇼
- KBS-R 홍서범,정재윤의 즐거운세상
- MBC-R 김경식,원미연의 즐거운오후2시
- TBS-R 안문숙의4시를 잡아라
- TBN-R 명랑운전석
- 국군방송 "황봉의 여기는가요세상
- 경기방송 "이숙영의 가요세상"

- SBS-R 배칠수,전영미의 와와쇼
- SBS-R 박미선,이봉원의우리집에놀러와

2017년~ 현재
- 아이넷방송 *가요학당*
- 실버아이TV *박세민의 성인토크쇼 49금

## 케이블TV 프로그램 진행
- 전승희,강민주의 가요청백전 진행